# Oberer Roßhof
Oberer Rosshof ist ein Ortsteil der Stadt Waldmünchen im Landkreis Cham des Regierungsbezirks Oberpfalz im Freistaat Bayern.

## Geografie
Oberer Rosshof liegt auf dem Südhang des 768 Meter hohen Hinteren Hiener, 1,7 Kilometer östlich der Bahnstrecke Cham–Waldmünchen und der parallel zur Bahnlinie verlaufenden Staatsstraße 2146, 6 Kilometer südlich von Waldmünchen und 6 Kilometer südwestlich der tschechischen Grenze.

## Name, UnterschiedOberer RoßhofundUnterer Roßhof
Roßhof, besser: Roßhöfe, bezeichnet eine Ansammlung von lose verstreut liegenden Höfen auf den Hängen des Hinteren Hieners und des daran anschließenden Sandberges. Der Unterschied Oberer Roßhof und Unterer Roßhof wurde erst seit etwa 1885 gemacht. Dabei werden die mehr westlich gelegenen Höfe, die zu Geigant gehören, als Unterer Roßhof und die mehr östlich gelegenen Höfe, die zu Katzbach gehören, als Oberer Roßhof bezeichnet.
Der Obere Roßhof ist wohl der ältere Teil. Roßhof wurde unter dem Namen Rosszagel („Pferdeschwanz“) bereits 1301 erwähnt.
Zunächst wurde nicht zwischen Oberer und Unterer Roßhof unterschieden.
Allerdings wurde schon in den Steuerverzeichnissen ab 1588 zwischen einem zu Katzbach gehörigen Roßhof  und einem zu Geigant gehörigen Roßhof unterschieden.
In der Kirchen-Matrikel von 1838 gab es nur ein Roßhof. Die namentliche Unterscheidung zwischen Oberer Roßhof und Unterer Roßhof gab es hier nicht.
Das Topographisch-statistische Handbuch des Königreichs Bayern von 1867 und das Amtliche Ortsverzeichnis für Bayern von 1875 nannten die Bezeichnungen Oberer und Unterer Roßhof nicht, aber sie führten Roßhof zweimal auf, nämlich einmal zur Gemeinde Katzbach und einmal zur Gemeinde Geigant.
Ab dem Ortsverzeichnis von 1888 wurde dann das zu Geigant gehörige Roßhof mit dem Zusatz unterer und das zu Katzbach gehörige mit dem Zusatz oberer versehen.
Die Kirchen-Matrikel von 1916 unterschied zwischen Oberer und Unterer Roßhof.

## Geschichte
Roßhof unter der Bezeichnung Rosszagel (auch: Roßhöfe, Rosthoff, Roßhoff, Roßhöf, Roßhof (oberer)) wurde bereits im Herzogsurbar des Wittelsbacher Heinrich XIII. aus dem Jahr 1301 erwähnt.
1588 wurden in Oberer Rosshof 1 Hof aufgeführt. 1622 hatte Oberer Rosshof einen einzigen Hof. Im Steuerverzeichnis von 1703 wurde Oberer Rosshof verzeichnet. 1808 gab es in Oberer Rosshof 2 Anwesen und 1 Hüthaus.
1808 wurde die Verordnung über das allgemeine Steuerprovisorium erlassen. Mit ihr wurde das Steuerwesen in Bayern neu geordnet und es wurden Steuerdistrikte gebildet. Dabei kam Roßhof zum Steuerdistrikt Geigant. Der Steuerdistrikt Geigant bestand aus den Dörfern Geigant, Haschaberg und Sinzendorf, dem Weiler Roßhof und der Einöde Almosmühl.
1820 wurden im Landgericht Waldmünchen Ruralgemeinden gebildet. Dabei kam Roßhof zur Ruralgemeinde Katzbach. Zur Ruralgemeinde Katzbach gehörten neben Katzbach mit 34 Familien das Dorf Kühnried mit 11 Familien und die Weiler Eschlmais mit 4 Familien und Roßhof mit 4 Familien.
1972 schloss sich die Gemeinde Katzbach der Gemeinde Geigant an, welche 1978 nach Waldmünchen eingegliedert wurde.
Oberer Rosshof gehört zur Pfarrkuratie Geigant. 1997 hatte Oberer Rosshof 5 Katholiken.

## Einwohnerentwicklung ab 1820
| Jahr | Einwohner           | Gebäude |
| ---- | ------------------- | ------- |
| 1820 | 4 Familien (Roßhof) | k. A.   |
| 1838 | 42 (Roßhof)         | 6       |
| 1861 | 11                  | 5       |
| 1871 | 93 (?)              | 12      |
| 1885 | 13                  | 2       |
| 1900 | 13                  | 2       |
| 1913 | 17                  | 2       |

| Jahr | Einwohner | Gebäude |
| ---- | --------- | ------- |
| 1925 | 13        | 2       |
| 1950 | 61 (?)    | 2       |
| 1961 | 10        | 3       |
| 1970 | 13        | k. A.   |
| 1987 | 11        | 3       |
| 2011 | 17        | k. A.   |

## Sehenswürdigkeiten und Tourismus
Durch Oberer Rosshof verläuft der 178 Kilometer lange Pandurensteig und der Mountainbikeweg MTB-Tour 12.
Oberer Roßhof 3 ist ein denkmalgeschütztes Waldlerhaus, erbaut um 1800, mit der Denkmalnummer D-3-72-171-68.